# Улица Еланского
У́лица Ела́нского расположена в центре Москвы в Хамовниках между 2-м Тружениковым переулком и Большой Пироговской улицей.

## Происхождение названия
С конца XIX века до 1965 года — Клиническая улица, по расположенным здесь корпусам университетских клиник. Переименована в память военного хирурга Н. Н. Еланского (1894—1964), работавшего здесь.

## Описание
Улица Еланского является продолжением Плющихи от 2-го Труженикова переулка, проходит на юг и «вливается» в Большую Пироговскую улицу. Слева от неё расположен сквер Девичьего поля.

## Транспорт
По улице Еланского проходят только два автобусных маршрута: № 220 (Стадион «Лужники» — Новый Арбат) и Автобус с755 (Стадион «Лужники» — МЦК «Новохохловская»).

## Здания и сооружения
Дома расположены только по чётной стороне.
- № 2 — Храм Архангела Михаила при клиниках на Девичьем поле (1894—1897, архитекторы А. Ф. Мейснер и М. И. Никифоров);
- № 2, строение 1 — Акушерско-гинекологическая клиника Первого медицинского института (реконструкция 1937—1939, архитектор А. В. Барулин)[1], с 1945 года — Институт акушерства и гинекологии Академии медицинских наук СССР, ныне — Клиника акушерства и гинекологии, Клиника планирования семьи ММА им. Сеченова. Сейчас это Сеченовский центр материнства и детства. Перед зданием установлен памятник В. Ф. Снегирёву (1973, скульпторы С. Т. Конёнков, А. Д. Казачок, архитектор Е. Н. Стамо)[2].

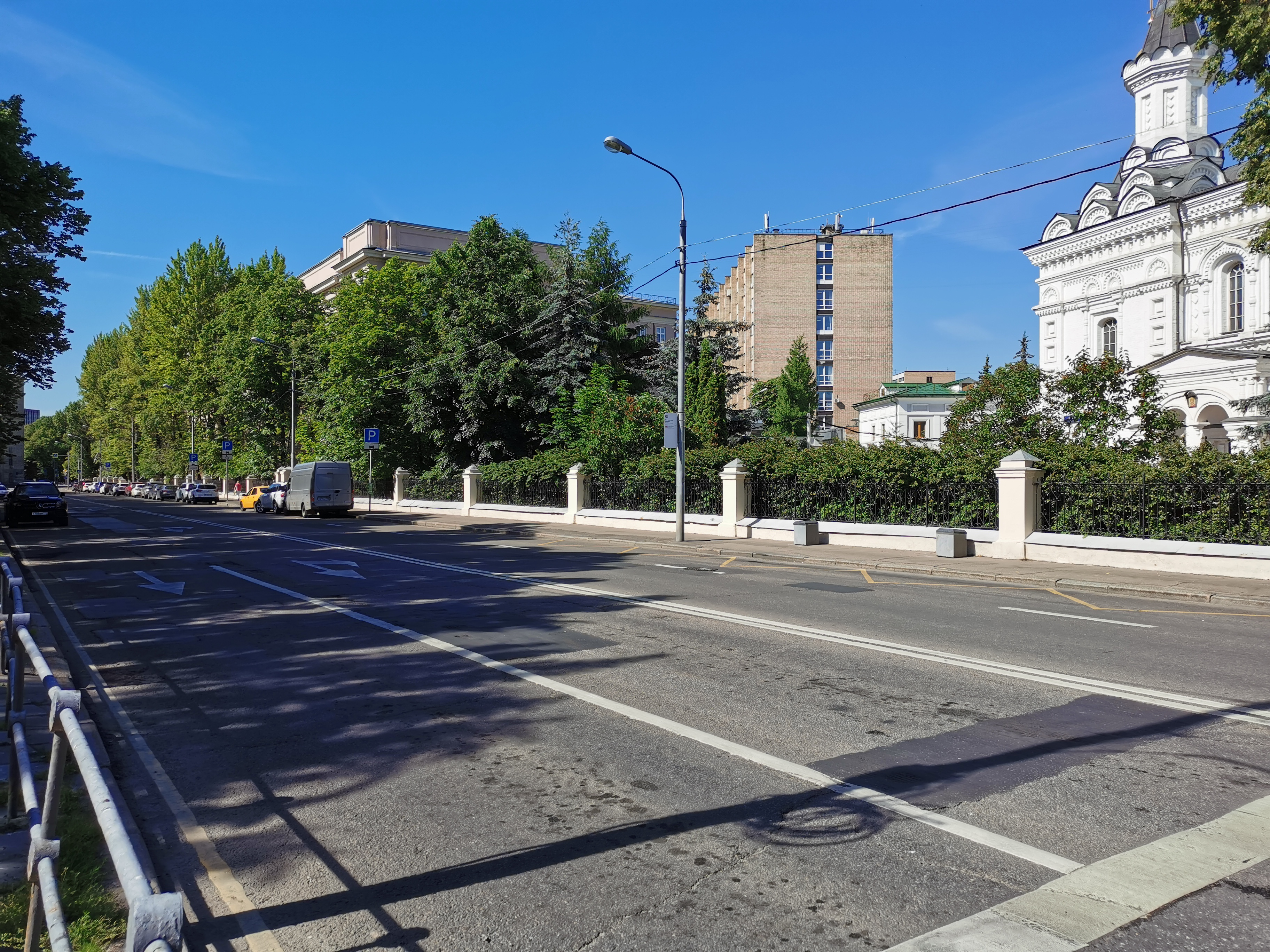
улица Еланского (Хамовники)